# Kreis Grevesmühlen

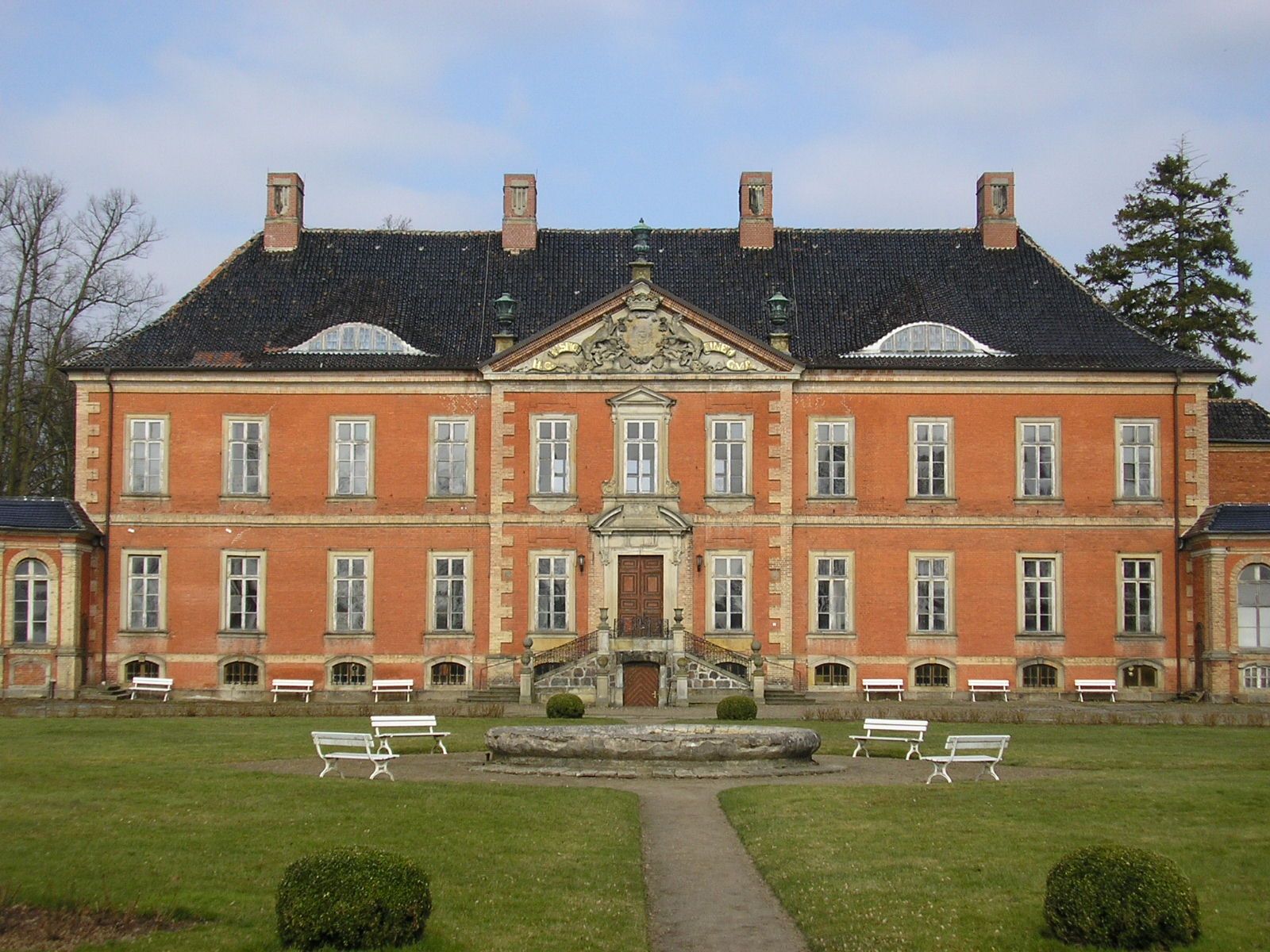
Schloss Bothmer in Klütz

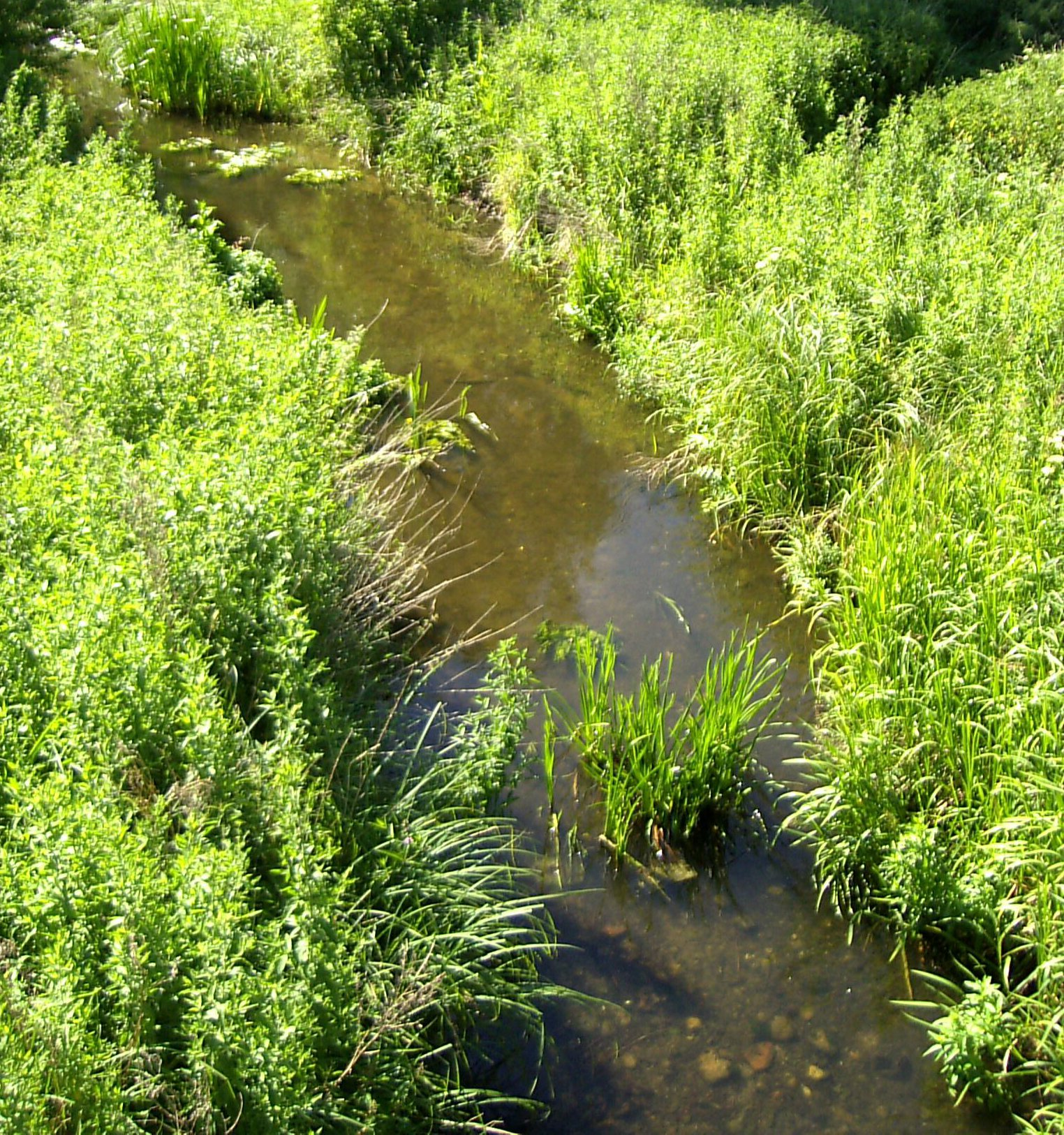
Stepenitz zwischen Mühlen Eichsen und Rüting

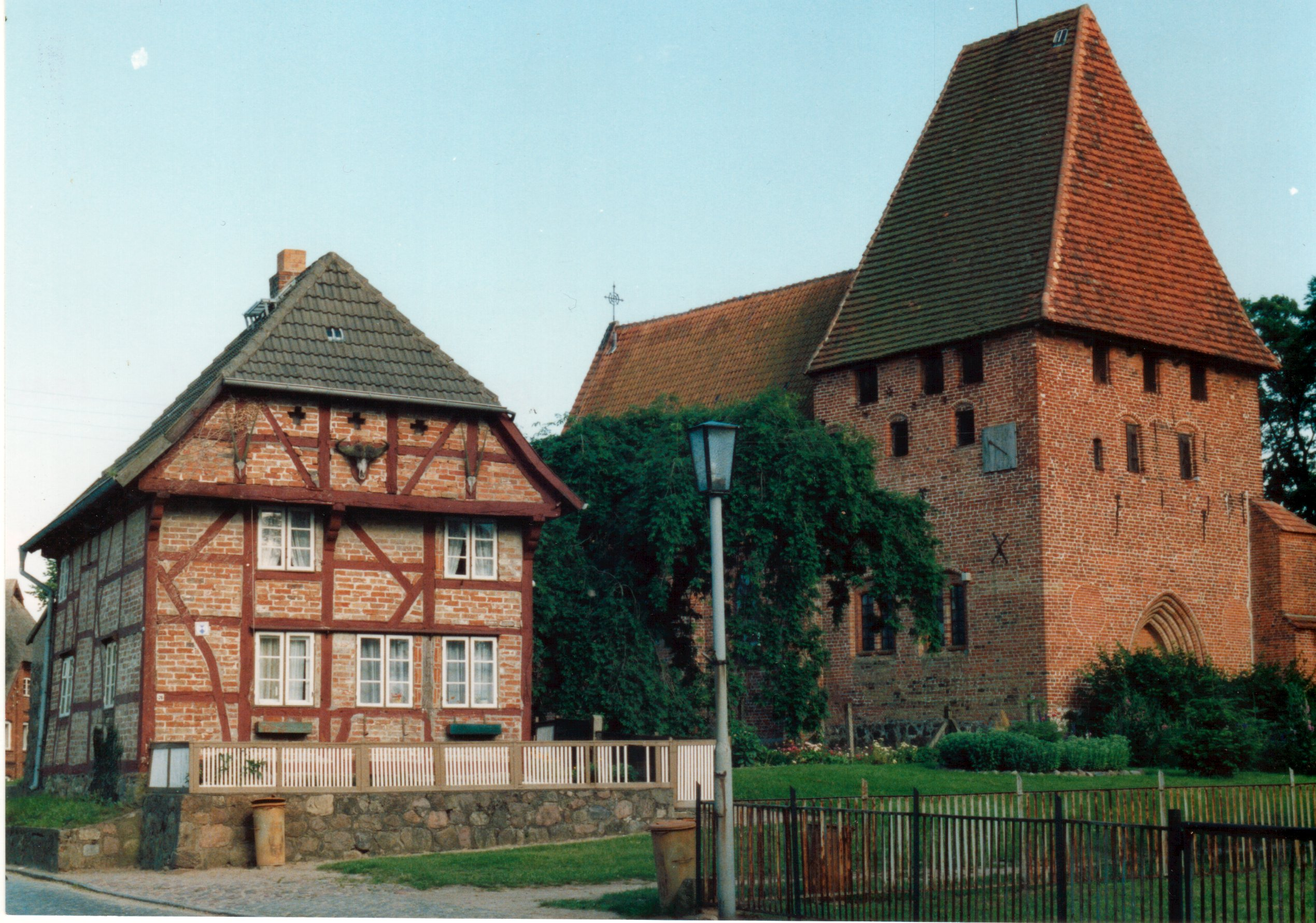
Herrnburger Dorfkirche mit Zollhaus

Der Kreis Grevesmühlen war von 1952 bis 1994 ein Kreis im Bezirk Rostock in der DDR. Ab dem 17. Mai 1990 bestand er als Landkreis Grevesmühlen fort. Sein Gebiet gehört heute zum Landkreis Nordwestmecklenburg in Mecklenburg-Vorpommern. Der Sitz der Kreisverwaltung befand sich in Grevesmühlen.

## Geografie

### Lage
Der Kreis Grevesmühlen war der westlichste im Bezirk und der nordwestlichste Kreis in der DDR.
Die fruchtbare Grundmoränenlandschaft des Kreisgebietes ist wie im westlich liegenden Ostholstein eine Hinterlassenschaft der letzten Eiszeit. Durch Gletschervorstöße entstanden Endmoränenhügel, die im Heidberg 113 m ü. NN und im Hohen Schönberg 92 m ü. NN erreichen. Der Ostseeküstenabschnitt des Kreises erstreckte sich von der innerdeutschen Grenze an der Halbinsel Priwall über die Steilufer zwischen Groß Schwansee und dem Großklützhöved bis zur flachen Boltenhagenbucht und der Wohlenberger Wiek, dem westlichen Teil der Wismarbucht. Zwischen Küste und Stepenitztal liegt der Klützer Winkel, ein fruchtbares Ackerbaugebiet mit schweren Lehmböden.

### Fläche und Einwohnerzahl
Die Fläche des Kreises betrug 667 km². Das entsprach 9,4 % der Fläche des Bezirks Rostock.
Die Anzahl der Einwohner betrug im Jahr 1985 etwa 41.900. Das waren 4,7 % der Einwohner des Bezirks. Die Bevölkerungsdichte belief sich auf 63 Einwohner je km².

### Nachbarkreise
Der Kreis Grevesmühlen grenzte im Westen an die kreisfreie Stadt Lübeck und den Kreis Herzogtum Lauenburg (beide in Schleswig-Holstein), im Süden an den Kreis Gadebusch, im Südosten an den Kreis Schwerin-Land und im Osten an den Kreis Wismar.

## Geschichte
Der Kreis Grevesmühlen wurde am 25. Juli 1952 im neu gebildeten Bezirk Rostock aus dem mecklenburgischen Landkreis Grevesmühlen (bis 1950 Landkreis Schönberg) gebildet, der dabei kleinere Gebietsteile im Süden und Osten an die Kreise Gadebusch und Wismar abtrat.
Am 1. Januar 1957 wechselten die Gemeinden Löwitz und Vitense-Parber aus dem Kreis Grevesmühlen in den Kreis Gadebusch im Bezirk Schwerin.
Der Kreis kam am 3. Oktober 1990 in das neu gegründete Land Mecklenburg-Vorpommern innerhalb des Beitrittsgebietes zur Bundesrepublik Deutschland. Am 12. Juni 1994 wurde der Kreis (seit dem 17. Mai 1990 als Landkreis bezeichnet) aufgelöst und bildete zusammen mit den ebenfalls aufgelösten Landkreisen Wismar und Gadebusch sowie Teilen der ehemaligen Landkreise Schwerin-Land und Sternberg den bis heute existierenden Landkreis Nordwestmecklenburg.

## Wirtschaft und Infrastruktur
Der Kreis war ein ausgesprochenes Agrargebiet. In Grevesmühlen gab es Betriebe, die Textilien und Decksmaschinen für den Schiffbau herstellten, in Klütz, Schönberg, Dassow und Grevesmühlen Nahrungsmittel verarbeitende Betriebe, deren Basis die intensive Landwirtschaft bildete (Milchviehhaltung und Weizenanbau). An der Küste – insbesondere in Boltenhagen – war der Tourismus von großer Bedeutung (vor allem FDGB-Urlauber in den Sommermonaten). Überregional bekannt war die Deponie Schönberg, hier wurden Abfälle und Sondermüll aus der nahen Bundesrepublik aufgenommen.
Die Randlage des Kreises Grevesmühlen brachte nicht nur Beschränkungen für Touristen, sondern auch für die Einwohner in den grenznahen Bereichen, die sich nur mit speziellen Passierscheinen im Grenzsperrgebiet aufhalten durften. Der 20 Kilometer lange Küstenabschnitt zwischen Priwall und Boltenhagen war ebenso gesperrt wie Pötenitz, Selmsdorf, Lüdersdorf und die Stadt Dassow – das Ufer des Dassower Sees war von einer hohen Mauer umgeben. Zu nahe an den Sperranlagen liegende Orte wurden geschleift, dieses Schicksal ereilte die Lüdersdorfer Ortsteile Lenschow und Wahlstorf sowie das Siechenhaus vor Dassow.
Der Kreis wurde von drei Fernverkehrsstraßen erschlossen: der F 104 (Schwerin-Lübeck), der F 105 (Wismar-Grevesmühlen-Selmsdorf) und der F 208 (Rehna-Herrnburg), die heute als B 208 wieder ihrer alten Route folgt. Die Bahnlinie Wismar-Lübeck durchquerte das Kreisgebiet in Ost-West-Richtung, von Grevesmühlen zweigte eine Stichbahn nach Klütz ab (heute Museumsbahn).
Zwei Grenzübergänge befanden sich im Kreisgebiet:
- Straßengrenzübergang Selmsdorf-Lübeck-Schlutup
- Eisenbahngrenzübergang Herrnburg-Lübeck-Moisling

## Städte und Gemeinden
Der Landkreis Grevesmühlen hatte am 3. Oktober 1990 35 Gemeinden, davon vier Städte:
- Bernstorf
- Boltenhagen
- Börzow
- Damshagen
- Dassow, Stadt
- Elmenhorst
- Grevesmühlen, Stadt
- Grieben
- Groß Siemz
- Groß Walmstorf
- Hanshagen
- Harkensee
- Kalkhorst
- Klütz, Stadt
- Lockwisch
- Lüdersdorf
- Mallentin
- Menzendorf
- Moor
- Niendorf
- Neuleben
- Papenhusen
- Parin
- Plüschow
- Pötenitz
- Roduchelstorf
- Roggenstorf
- Rüting
- Schönberg, Stadt
- Selmsdorf
- Testorf
- Testorf-Steinfort
- Upahl
- Warnow
- Zierow

Ehemalige Gemeinden
- Barendorf, am 1. Februar 1974 zu Grevesmühlen
- Benckendorf, am 1. Juli 1961 zu Pötenitz
- Bössow, am 1. Februar 1974 zu Warnow
- Brook, am 1. Januar 1956 zu Elmenhorst
- Christinenfeld, am 1. Januar 1956 zu Klütz
- Degtow, am 1. Juli 1961 zu Grevesmühlen
- Diedrichshagen, am 1. Januar 1957 zu Rüting
- Gostorf, am 1. Juli 1961 zu Börzow
- Greschendorf, am 1. Januar 1956 zu Mallentin
- Groß Mist, am 1. Januar 1956 zu Neuleben
- Groß Pravtshagen, am 1. Januar 1957 zu Upahl
- Groß Schwansee, am 1. Juli 1961 zu Kalkhorst
- Herrnburg, am 1. Juli 1961 zu Lüdersdorf
- Hohen Schönberg, am 1. Februar 1974 zu Kalkhorst
- Kastahn, am 1. Januar 1957 zu Upahl
- Klein Mist, am 1. Januar 1956 zu Neuleben
- Klein Voigtshagen, am 1. Juli 1961 zu Dassow
- Löwitz, am 1. Januar 1957 zum Kreis Gadebusch
- Malzow, am 1. Januar 1957 zu Schönberg
- Mummendorf, am 1. Juli 1961 zu Papenhusen
- Naschendorf, am 1. Juli 1961 zu Plüschow
- Neuenhagen, am 1. Juli 1961 zu Kalkhorst
- Oberhof, am 1. Januar 1956 zu Klütz
- Palingen, am 1. Juli 1961 zu Lüdersdorf
- Rankendorf, am 1. Februar 1974 zu Roggenstorf
- Reppenhagen, am 1. Juli 1961 zu Damshagen
- Rodenberg, am 1. Juli 1956 zu Papenhusen
- Sabow, am 1. Januar 1957 zu Schönberg
- Schattin, am 1. Juli 1961 zu Lüdersdorf
- Schildberg, am 1. Januar 1957 zu Rüting
- Schönhof, am 1. Juli 1961 zu  Testorf-Steinfort
- Steinbeck, am 1. Januar 1957 zu Klütz
- Strohkirchen, am 1. Juli 1961 zu Bernstorf
- Tarnewitz, am 1. Juli 1961 zu Boltenhagen
- Vitense-Parber, am 1. Januar 1957 zum Kreis Gadebusch
- Wahrstorf, am 1. Januar 1956 zu Groß Walmstorf
- Welzin, am 1. Januar 1957 zu Reppenhagen
- Wieschendorf, am 1. Januar 1957 zu Dassow
- Wotenitz, am 1. Juli 1960 zu Grevesmühlen
- Wüstenmark, am 1. Januar 1956 zu Testorf-Steinfort

## Kfz-Kennzeichen
Den Kraftfahrzeugen (mit Ausnahme der Motorräder) und Anhängern wurden von etwa 1974 bis Ende 1990 dreibuchstabige Unterscheidungszeichen, die mit dem Buchstabenpaar AD begannen, zugewiesen. Die letzte für Motorräder genutzte Kennzeichenserie war AU 00-01 bis AU 50-00.
Anfang 1991 erhielt der Landkreis das Unterscheidungszeichen GVM. Es wurde bis zum 11. Juni 1994 ausgegeben. Seit dem 2. April 2013 ist es im Landkreis Nordwestmecklenburg erhältlich. (Kennzeichenliberalisierung)

## Belege
1. 1 2  Statistisches Bundesamt (Hrsg.): Gemeinden 1994 und ihre Veränderungen seit 01.01.1948 in den neuen Ländern. Metzler-Poeschel, Stuttgart 1995, ISBN 3-8246-0321-7.
2. ↑  Durch Gesetz über die Selbstverwaltung der Gemeinden und Landkreise in der DDR (Kommunalverfassung) vom 17. Mai 1990, im Gesetzblatt der DDR 1990, Band I, S. 255, Online (PDF).
3. ↑  Andreas Herzfeld: Die Geschichte der deutschen Kennzeichen. 4. Auflage. Deutsche Gesellschaft für Flaggenkunde e. V., Berlin 2010, ISBN 978-3-935131-11-7, S. 301.
4. ↑  Andreas Herzfeld: Die Geschichte der deutschen Kennzeichen. 4. Auflage. Deutsche Gesellschaft für Flaggenkunde e. V., Berlin 2010, ISBN 978-3-935131-11-7, S. 547.